# Adrian Grodzki
Adrian Grodzki (ur. 31 maja 1984 r. w Szczecinie) – kierowca rajdowy, trzykrotny zdobywca Pucharu Polski Automobilklubów i Klubów w klasyfikacji generalnej oraz klasach K3 i 4 (w latach 2007-2011), trzykrotny zwycięzca Rajdu Magnolii (w latach 2007-2011).

## Kariera

### 2006
W 2006 roku poznaje Sławomira Koszutę, z którym tworzy załogę do dziś. 3 czerwca załoga Grodzki / Koszuta rozpoczyna starty w PPAiK. Jadąc Hondą CRX kończą sezon na 3. miejscu w klasyfikacji generalnej i 2. miejscu w klasie 4. Do końca 2006 roku startują także w KJS (Konkursowa Jazda Samochodowa) organizowanych w Szczecinie.

### 2007 – pierwszy zdobyty Puchar Polski
W 2007 roku po raz pierwszy bierze udział w pełnym sezonie PPAiK razem ze Sławomirem Koszutą (Honda CRX) i zdobywa swój pierwszy Puchar Polski Automobilklubów i Klubów w klasyfikacji generalnej i w klasie 4. Jedną z rund PPAiK jest 28. Rajd Magnolii w którym zwycięża w klasyfikacji generalnej oraz klasie 4.

### 2008
Kolejny sezon mistrzowskiej załogi. Po wygranej pierwszej rundzie w Lesznie, awaria auta w Toruniu eliminuje załogę Grodzki / Koszuta z walki w pucharze.

### 2009 – drugi zdobyty Puchar Polski

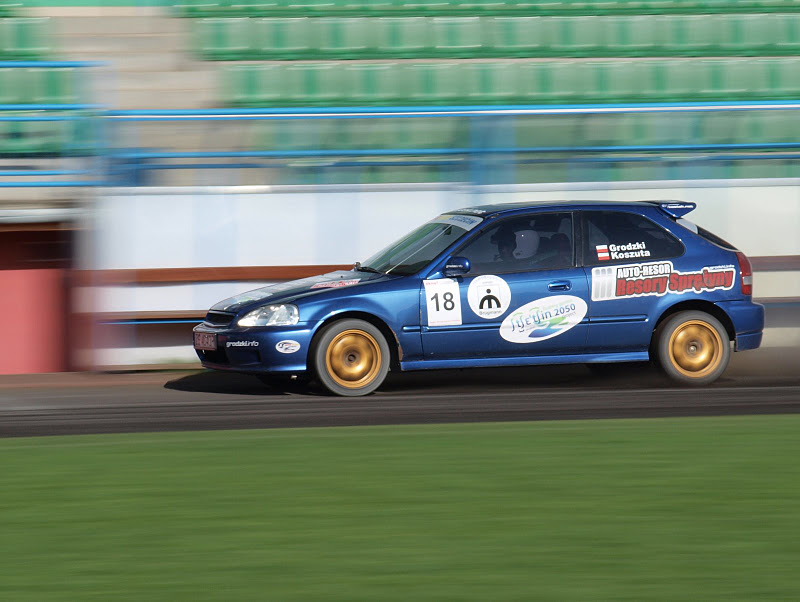
Załoga Grodzki / Koszuta podczas VII Rajdu Brugmann we Włocławku

Załoga zmienia auto z Hondy CRX na Hondę Civic, którą startują kolejny pełny sezon. Po raz drugi zdobywa Puchar Polski w klasyfikacji generalnej i w klasie K3. W bardzo dużym stopniu przyczynia się także do zdobycia Klubowego Pucharu Polski Automobilklubów i Klubów dla Auto Klubu Szczecin. W nagrodę za zdobycie pucharu PPAiK 2009, występuje w Rajdzie Barbórka Warszawska zwane Kryterium Asów, które jest zakończeniem sezonu wszelkich rajdów w Polsce, a na którym pojawiają się sami mistrzowie. Jedną z rund PPAiK jest 30. Rajd Magnolii w którym zdobywa 2. miejsce w klasyfikacji generalnej oraz klasie K3.

### 2010
Po raz kolejny zwycięża Rajd Magnolii w klasyfikacji generalnej oraz klasie K3. Po dwóch rundach załoga Grodzki / Koszuta (razem z załogą Tomalak / Marciniak) prowadzi w klasyfikacji generalnej i klasie K3 – niestety awaria auta eliminuje załogę z walki w sezonie 2010.

### 2011 – trzeci zdobyty Puchar Polski

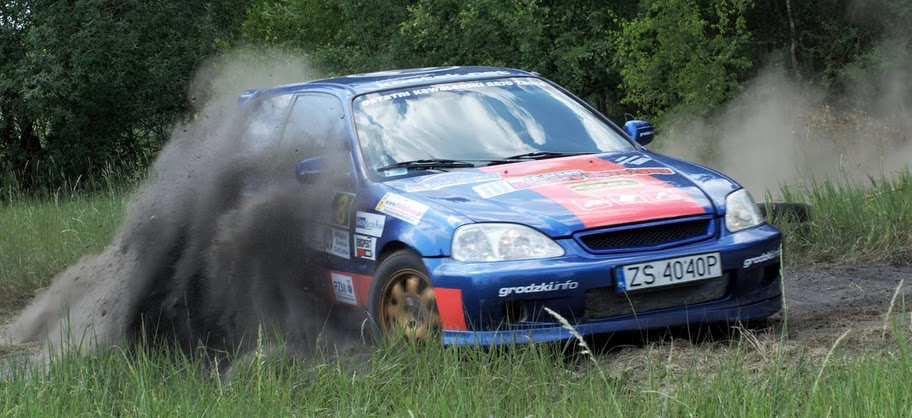
Załoga Grodzki / Koszuta podczas 32. Rajdu Magnolii w Chojnie

Długie przygotowania auta do kolejnego sezonu pozwalają na ukończenie go w znakomitym stylu. Po raz trzeci zdobywa Puchar Polski w klasyfikacji generalnej i w klasie K3 ze Sławomirem Koszutą. W bardzo dużym stopniu przyczynia się do zdobycia Klubowego Pucharu Polski Automobilklubów i Klubów dla Auto Klubu Szczecin. Tradycyjnie jedną z rund PPAiK jest 32. Rajd Magnolii, w którym zwycięża w klasyfikacji generalnej oraz klasie K3.